# Theridion longihirsutum
Theridion longihirsutum là một loài nhện trong họ Theridiidae.
Loài này thuộc chi Theridion. Theridion longihirsutum được Embrik Strand miêu tả năm 1907.